# Geometry
Geometry, également connue sous le nom de Jihe (nom chinois), est une marque automobile créée par le constructeur automobile chinois Geely en avril 2019. La marque Geometry est principalement axée sur le développement de véhicules électriques ou véhicules à énergie renouvelable.

## Histoire
Geometry est conçu principalement pour le marché chinois et a annoncé son ambition de produire plus de 10 voitures électriques différentes d'ici 2025. En novembre 2022, il a été annoncé que Geometry commencerait les ventes en Hongrie, en Tchéquie et en Slovaquie.

## Modèles

### Modèles actuels
- Geometry A - berline compacte électrique basée sur la Geely Emgrand GL
- Geometry C - crossover électrique basé sur le Geely Emgrand GS
- Geometry EX3 - crossover électrique basé sur le Geely Vision X3
- Geometry E - multisegment électrique sous-compact
- Géométrie G6 - berline compacte
- Géométrie M6 - SUV compact

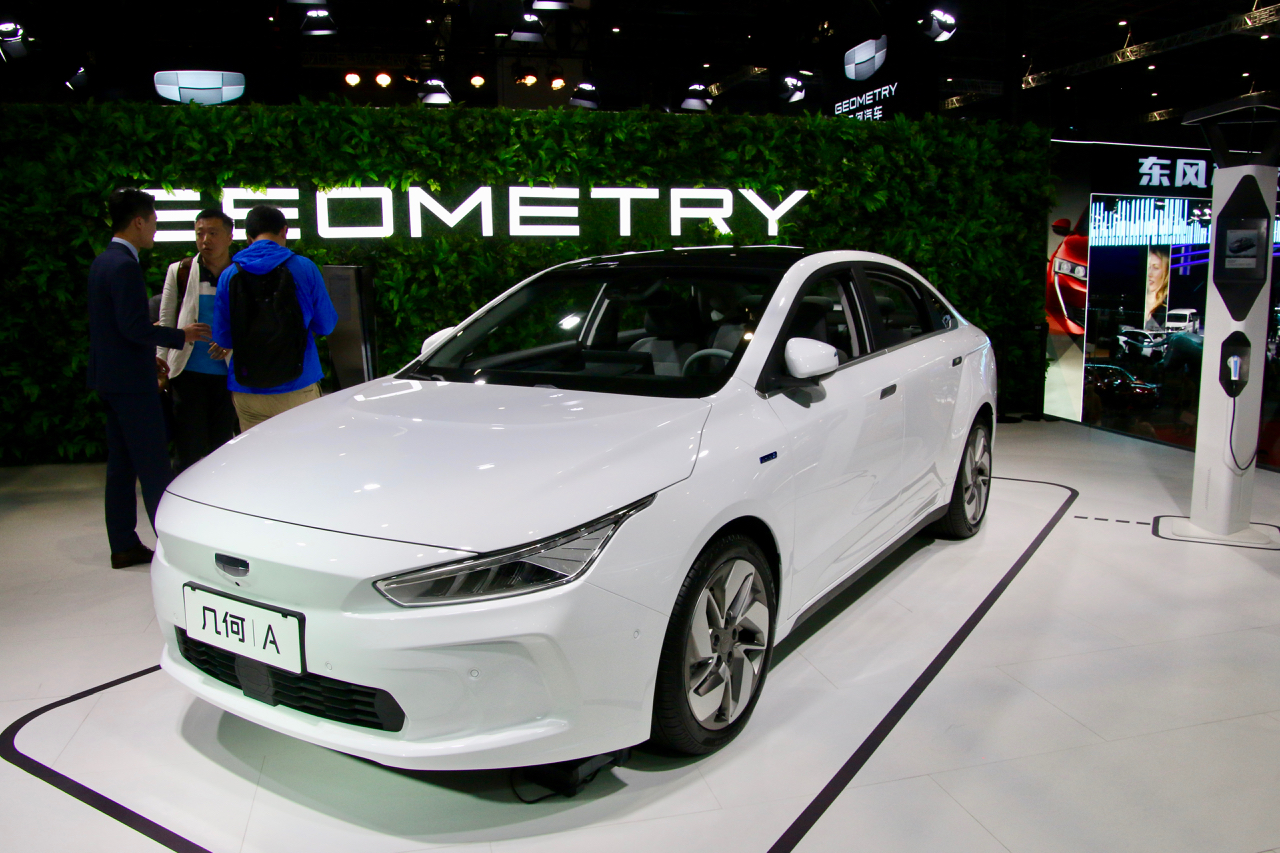
Geometry A.
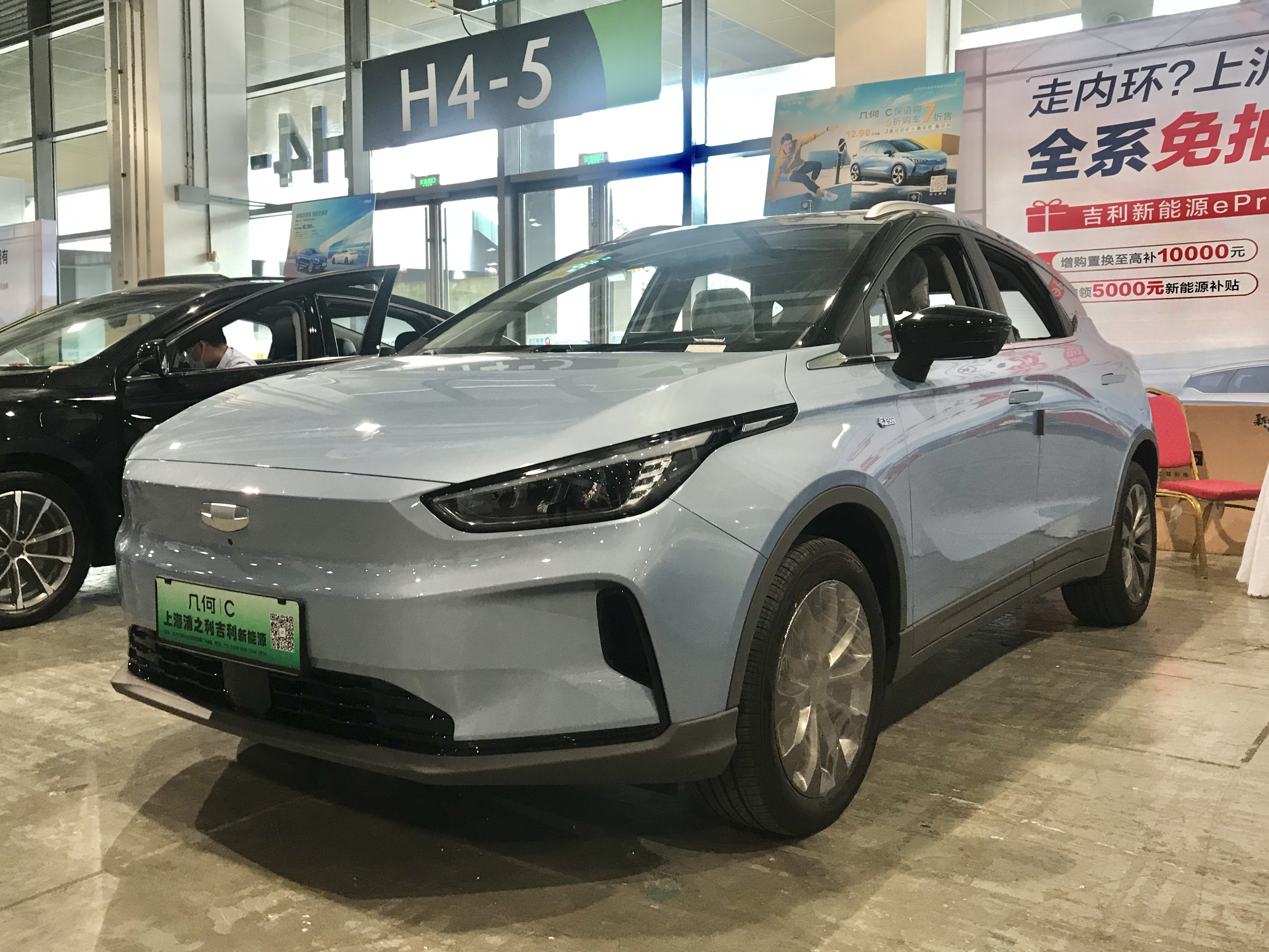
Geometry C.
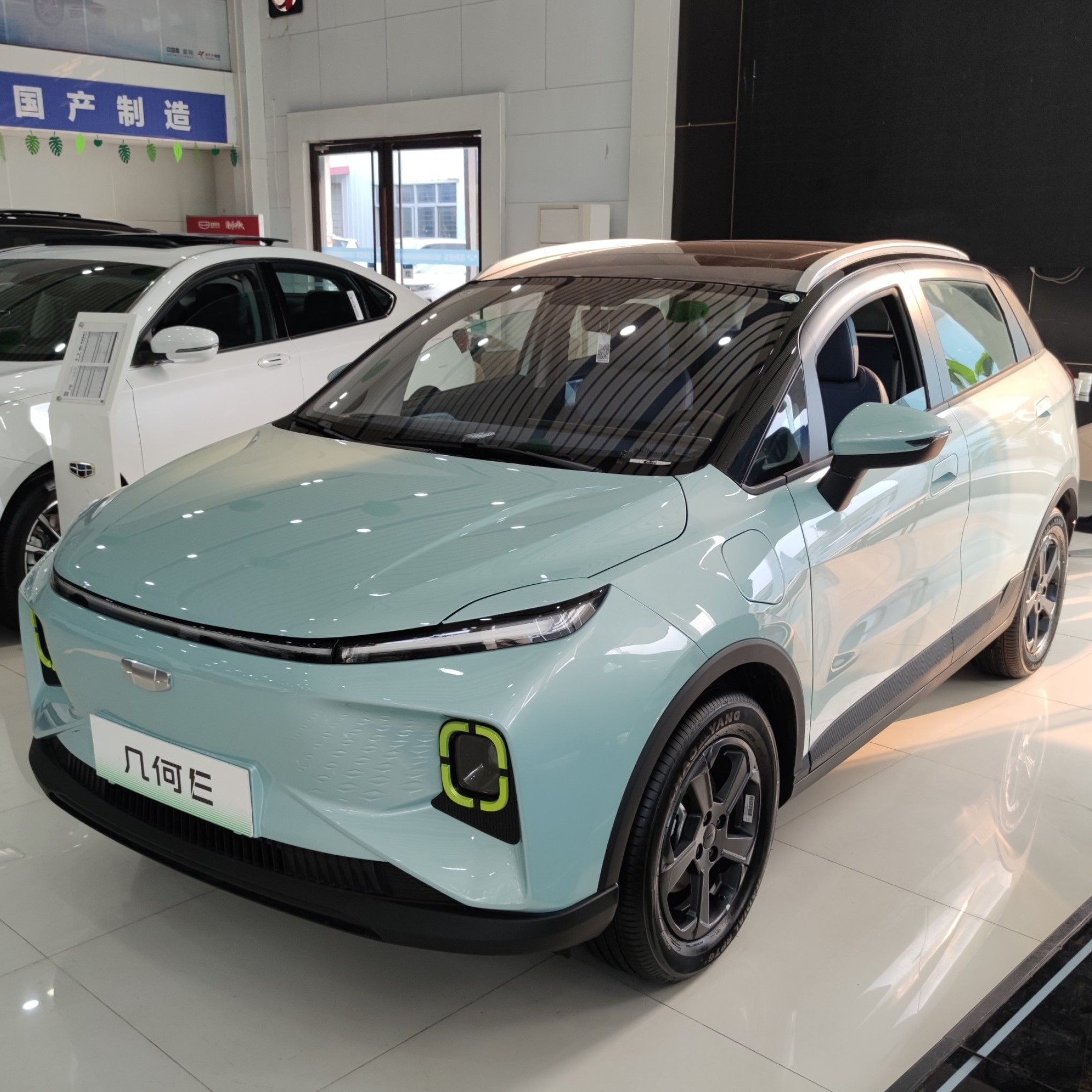
Geometry E.

### Modèles futurs
- Geometry Panda